# Муттатхупадатху, Альфонса
Альфонса Муттатхупадатху, монашеское имя — Альфонса Непорочного Зачатия (малаял. അൽഫോൻസാമ്മ,19 августа 1910, Айманам, Британская Индия — 28 июля 1946, Бхарананганам, Британская Индия) — святая Сиро-малабарской католической церкви, первая индианка, канонизированная Католической церковью.

## Биография
Родилась в бедной семье из народа малаялам. В 1927 году, когда ей было 17 лет, вступила в орден святой Клары (женская ветвь францисканцев), где приняла имя Альфонса. В мае 1929 года стала преподавать в средней школе. Первые временные обеты приняла в 1931 году, 12 мая 1936 года приняла постоянные монашеские обеты.
14 июня 1939 года заболела пневмонией, которая сильно повлияла на её здоровье. Из-за болезни Альфонса была вынуждена оставить преподавательскую деятельность в школе. Болезнь прогрессировала и Альфонса умерла 28 июля 1946 года, в возрасте 35 лет. Похоронена в Бхарананганам (Bharananganam), штат Керала.
В Индии среди католиков Сиро-малабарской церкви широко распространено почитание мощей св. Альфонсы.

## Прославление
8 февраля 1986 года была беатифицирована вместе с блаженным Куриакос Элиас Чавара римским папой Иоанном Павлом II. Канонизирована папой Бенедиктом XVI 12 октября 2008 года вместе с Нарцисой де Хесус Мартильо-и-Моран.